# A Kind of Magic (dal)
Az A Kind of Magic a második dal a brit Queen rockegyüttes 1986-os A Kind of Magic albumán.
Eredetileg Roger Taylor dobos szerezte, de Freddie Mercury énekes is sokat hozzátett, az albumon végül mégis csak Taylort jelölték szerzőnek. 1986 elején Russell Mulcahy rendező felkérte az együttest, hogy írjanak zenét a készülő Hegylakó című filmjéhez. Az együttes beleegyezett, majd miután megnézett húszpercnyit a félkész filmből, hozzáláttak a dalíráshoz. Az „A kind of magic” kifejezés a filmben hangzik el. A Taylor által megírt dal elhangzott végül a Hegylakó végefőcíme alatt, de mivel szándékukban állt egy albumot is megjelentetni, Mercury meglehetősen átdolgozta, slágeresebbé tette, és megírta hozzá a jellegzetes basszusvonalat (Brian May szerint Taylor eredeti változata keményebb és panaszosabb hangulatú volt).
A dalnak 4/4-es az üteme, A dúrban íródott, és közepesen gyors, percenként 131-es a ritmusa. Az A Kind of Magic eredeti CD változatán bónuszdalként „A Kind of ’A Kind of Magic’” címen szerepelt egy instrumentális változat, amelyben az eredeti dal szintetizátor hangzása ismétlődött. 1986. március 17-én kislemezen is megjelent. A borítóján Kurgan, a film főgonosza volt látható, Clancy Brown megformálásában. Angliában a harmadik, Amerikában a negyvenkettedik helyet érte el a slágerlistán. A Sounds azt írta: „a kitartó Queen újabb ügyes keverékét készítette el a kabaré és mulatós zenének.”
A dalhoz forgatott klipet Mulcahy rendezte, az ötletét az együttessel közösen találták ki. A videóban Mercury mint varázsló betér az elhagyatott színházba, ahol az együttes másik három tagja csavargóként pihennek meg, ott átváltoztatja őket és magát a normális megjelenésére, és rajzolt háttérénekesnők társaságában előadják a dalt. A rajzolt motívumok megjelentek az A Kind of Magic album borítógrafikáján is.
Az 1986-os Magic Tour minden állomásán játszották, rendszerint hosszú instrumentális szólóval kibővítve. Felkerült az 1986-os Live Magic koncertalbumra, és Queen: Live at Wembley Stadium DVD-re. Taylor is játszotta 1993-ban a The Cross nevű együttesével, majd az azt követő években szinte minden szóló fellépésén, és a Queen + Paul Rodgers turnén is előadták.

## Közreműködők
- Ének: Freddie Mercury
- Háttérvokál: Freddie Mercury, Roger Taylor

Hangszerek:
- Roger Taylor: dob, szintetizátor
- John Deacon: basszusgitár
- Brian May: elektromos gitár
- Freddie Mercury: szintetizátor
- Spike Edney: szintetizátor

## Kiadás és helyezések
7" kislemez (EMI QUEEN 7, Anglia)
1. A Kind of Magic – 4:24
2. A Dozen Red Roses For My Darling – 4:40

7" kislemez (Capitol B5590, Amerika)
1. A Kind of Magic – 4:24
2. Gimme the Prize – 4:34

12" kislemez (EMI 12 QUEEN 7, Anglia)
1. A Kind of Magic (extended) – 6:23
2. A Dozen Red Roses For My Darling – 4:40

12" kislemez (Capitol V15232, Amerika)
1. A Kind of Magic – 4:24
2. Gimme the Prize – 4:34

3" CD (Parlophone QUECD12, Anglia, 1988)
1. A Kind of Magic – 4:24
2. A Dozen Red Roses For My Darling – 4:40
3. One Vision – 4:02

| Év   | Lista                     | Helyezés |
| ---- | ------------------------- | -------- |
| 1986 | Brit kislemezlista        | 3        |
| 1986 | Amerika Billboard Hot 100 | 42       |
| 1986 | Ausztria Top 40           | 12       |
| 1986 | Belgium Ultratop          | 4        |
| 1986 | Francia slágerlista       | 4        |
| 1986 | Hollandia MegaCharts      | 5        |
| 1986 | Ír slágerlista            | 4        |
| 1986 | Német slágerlista         | 6        |
| 1986 | Svájci slágerlista        | 4        |